# Campino

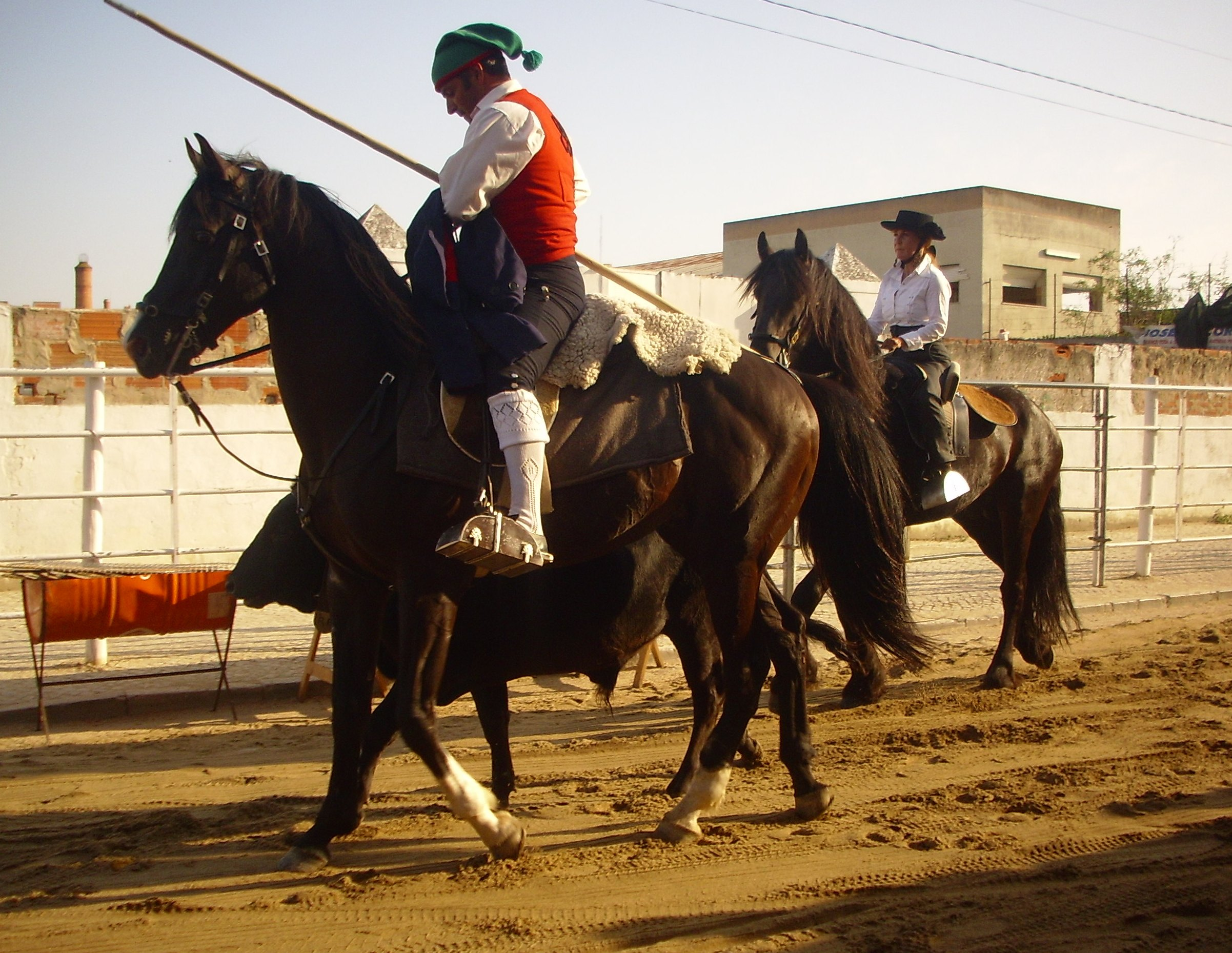
Campino conduzindo um touro numa espera.

Campino é o nome tradicional que se dá em Portugal aos camponeses cavaleiros da região do Ribatejo, tendo o seu próprio traje característico.

## Características
Campino é um personagem típico da região do Ribatejo que está ligado à condução de gado, em especial os touros. Veste-se de uma forma muito característica com o seu barrete verde com orla e barra em vermelho, camisa branca, colete encarnado, uma faixa vermelha que usa na cintura, calça azul, meias brancas até ao joelho, sapato preto com esporas, uma jaqueta que coloca sobre o ombro esquerdo e por último o seu bastão (pampilho) que utiliza na condução do gado.